# Уваровка (Альшеєвський район)
Ува́ровка (рос. Уваровка, башк. Уваровка) — присілок у складі Альшеєвського району Башкортостану, Росія. Входить до складу Кармишевської сільської ради.
Населення — 110 осіб (2010; 141 в 2002).
Національний склад:
- башкири — 42 %